# 大坪隆誠
大坪 隆誠（おおつぼ たかのぶ、1976年6月15日 - ）は、日本の陸上競技選手。専門は長距離走・駅伝競走など。
機動隊に所属する警察官であることから、「日本最速のお巡りさん」、「日本一速いお巡りさん」 などと評される。
妻は現役の陸上競技選手で、世界陸上競技選手権大会に過去3大会日本代表（10000m1回・マラソン2回）として出場した小崎まり。2011年に長男が誕生。

## 経歴・人物
兵庫県出身。三木市に育ち、三木市立緑が丘中学校から兵庫県立三木北高等学校に進む。高校では半年だけ陸上部に所属し、3年生のときには演劇部に所属していた。
一般推薦入学試験で山梨学院大学商学部に入学、大学4年時には箱根駅伝に抜擢され、8区を走った。
大学卒業後は兵庫県警察、大阪府警察 で実業団長距離選手として活躍。2005年の全国都道府県対抗男子駅伝競走大会では3区で11人を、翌2006年の同区間では13人をごぼう抜きするという結果を出している。2007年3月に小崎まりと結婚。
2010年から2011年にかけて放送されたNHKの連続テレビ小説『てっぱん』では、登場人物のひとりである実業団の駅伝選手（長田成哉が演じた「滝沢薫」）のシーンの撮影に際して、大坪が実際に使っている競技用のシューズが使用された。

## ベストタイム
- 5000m - 13.54.86（06.4.8 金栗記念選抜陸上）
- 10000m - 28.14.92（05.11.30 八王子ロングディスタンス）
- ハーフマラソン - 1.01.55（05.3.13 実業団ハーフ）*日本歴代48位
- マラソン - 2.19.17（99.3.7 びわ湖）

## 世界大会成績
- 2005年世界ハーフ17位

## 主な成績
- 1998年名古屋ハーフ6位
- 2005年実業団ハーフ6位
- 2005年関西実業団10000m2位・5000m5位
- 2005年日本選手権10000m6位
- 2005年グレートスコティッシュハーフ2位
- 2007年姫路城10マイル6位

## 駅伝成績
- 1999年第75回東京箱根間往復大学駅伝競走8区9位（1時間08分55秒）
- 2004、2010年関西実業団駅伝5区2位
- 2005年都道府県駅伝3区3位
- 2005年関西実業団駅伝5区区間賞
- 2005年国際千葉駅伝6区2位